# Euclides (metge segle II aC)
Euclides (en llatí Eucleides, en grec antic Εὐκλείδης) va ser un metge grec autor d'un antídot contra el verí d'alguns animals, la composició del qual és conservada per Galè a la seva obra sobre Antídots (vol. 14, pàgina 162). Euclides hauria viscut segurament al segle ii aC.